# Iris nigricans
Iris nigricans este o plantă cu flori din familia Iridaceae. Este floarea națională a Iordaniei. Florile sunt negru-violet și au 12–15 centimetre (4,7–5,9 in) în diametru, iar plantele sunt înalte de  35 cm (14 in) cu frunze recurbate. Are nevoie de soare direct și drenaj ascuțit. Este endemică în Iordania și este o specie pe cale de dispariție.
Există alți 8 irisi originari din Iordania, iar majoritatea acestora sunt, de asemenea, pe cale de dispariție. Speciile negre sunt uneori confundate cu Iris nigricans.
- Iris vartanii - Vartanii Iris - flori albastru deschis - disparute in Iordania
- Iris atrofusca - Jil'ad Iris - flori negre - pe cale de dispariție
- Iris atropurpurea - Purple Iris - flori negre - cultivate dar vulnerabile în sălbăticie
- Iris petrana - Petra Iris - flori negre
- Iris germanica - Iris german - flori violet
- Iris postii - Post Iris - flori violet
- Iris edomensis - Edom Iris - flori albe cu pete negre - pe cale de dispariție
- Iris aucheri - Desert Iris - diverse culori